# Свинковые
Сви́нковые, или морские свинки (лат. Caviidae), — одно из семейств грызунов. Свинковые делятся на три подсемейства: Caviinae (свинки, горные свинки и куи), Dolichotinae (мары) и Hydrochoerinae (водосвинки и моко).

## Общие сведения
Свинковые распространены на больших территориях Южной Америки и обитают в разных климатических условиях, от равнинных саванн до горных регионов на высоте свыше 4000 метров над уровнем моря. Их нет, однако, в тропических лесах. Свинковые достигают, в зависимости от вида, от 20 до 75 см и от 0,1 до 16 кг. В то время как настоящие свинковые — маленькие зверьки компактного телостроения с короткими конечностями, мары являются довольно крупными животными с длинными лапами и ушами и своей внешностью скорее напоминают зайцев. Тем не менее, близкое родство и общая история обоих подсемейств доказана по строению черепа и зубов.
Свинковые, как правило, активны днём и, несмотря на суровые климатические условия в высоко расположенных регионах, не впадают в зимнюю спячку. Самостоятельно вырытые или унаследованные от других зверей норы и подземные ходы служат свинковым укрытием. В основном, они являются зверями, живущими в группах, состоящих из самца, самки и молодняка. У некоторых видов развиты весьма сложная структура социального поведения.
Свинковые являются травоядными и питаются, в зависимости от вида и жизненного пространства, разной растительной пищей, например фруктами, травами и зёрнами.
Продолжительность вынашивания детёнышей по сравнению с другими семействами грызунов довольно длинная и составляет от 50 до 70 дней. Потомство появляется на свет хорошо развитое, с шерстью, зубами и открытыми глазами, и покидает родителей довольно быстро.

## Название

### Первые сведения в Европе
Впервые морская свинка (или один из видов свинковых) под своим кечуанским названием «куй» или «куи» (кечуа Quwi; Saka icha Haka > исп. cuy, coi, cui, coy) упоминается в европейских научных трудах у Педро Сьеса де Леона в 1554 году в книге «Хроника Перу». В словаре Диего Гонсалеса Ольгина (1608) приведены слова «Ccoui», «Ccuy», «Ccoy» — «здешний маленький кролик», «кролик из Индий». Слово «дар» также именовалось «ccuy». Это название до сих пор обозначает в Южной Америке различные виды этого семейства.
После того, как испанские мореплаватели привезли этих зверьков в Европу, им было дано название «морские свинки». Звуки, которые они издавали, напоминали хрюканье свиней, а их заморское происхождение прибавило к названию морские.

## Классификация
Свинковые образуют вместе с агутиевыми и паковыми надсемейство Cavioidea.
База данных Американского общества маммологов (ASM Mammal Diversity Database) признаёт 6 родов и 24 вида свинковых:
- подсемейство Caviinae
  - род Cavia — Свинки
    - Cavia aperea — Бразильская свинка
    - Cavia fulgida — Яркая свинка
    - Cavia intermedia
    - Cavia magna — Большая свинка
    - Cavia patzelti
    - Cavia porcellus — Морская свинка — одомашнена
    - Cavia tschudii — Перуанская свинка

  - род Galea — Куи
    - Galea comes
    - Galea flavidens — Бразильская куи
    - Galea leucoblephara
    - Galea musteloides — Обыкновенная куи
    - Galea spixii — Куи Спикса

  - род Microcavia — Горные свинки
    - Microcavia australis — Южная горная свинка
    - Microcavia jayat
    - Microcavia maenas
    - Microcavia niata — Андийская свинка
    - Microcavia shiptoni — Горная свинка Шиптона
    - Microcavia sorojchi
- подсемейство Dolichotinae
  - род Dolichotis — Мары
    - Dolichotis patagonum — Патагонская мара
    - Dolichotis salinicola — Чакоанская мара (либо в роде Pediolagus[7])
- подсемейство Hydrochoerinae
  - род Hydrochoerus — Водосвинки
    - Hydrochoerus hydrochaeris — Капибара
    - Hydrochoerus isthmius

  - род Kerodon — Моко
    - Kerodon acrobata
    - Kerodon rupestris — Моко, или скальная свинка